# François Delaizire
François Delaizire est un homme politique français né et mort à une date inconnue.

## Biographie
Maitre de forges au Vaublanc, maire de Plémet et administrateur du département des Côtes-du-Nord, il est député de 1791 à 1792.

## Sources
- « François Delaizire », dans Adolphe Robert et Gaston Cougny, Dictionnaire des parlementaires français, Edgar Bourloton, 1889-1891 [détail de l’édition]